# 分解作用
分解作用，又称腐爛、腐敗，是指動物蛋白質及其有關之有機物分解成無機物，而且回到大自然物質循環的過程，特别是由缺氧微生物和腐化細菌。分解是一個大自然經常進行且非常重要的過程。腐敗物通常導致胺物分解時出現如腐肉鹼和屍鹼等的生物鹼，具有腐敗氣味。在生物學方面，腐爛和發酵在某程度上有少許相似，基本上二者同樣意味著允许有機物質轉變或分解成另一些物質。
腐敗物的腐爛的速度取决於環境和質量，還會受天氣、曝光和地點等因素影響。

一具家猪尸体的腐烂过程
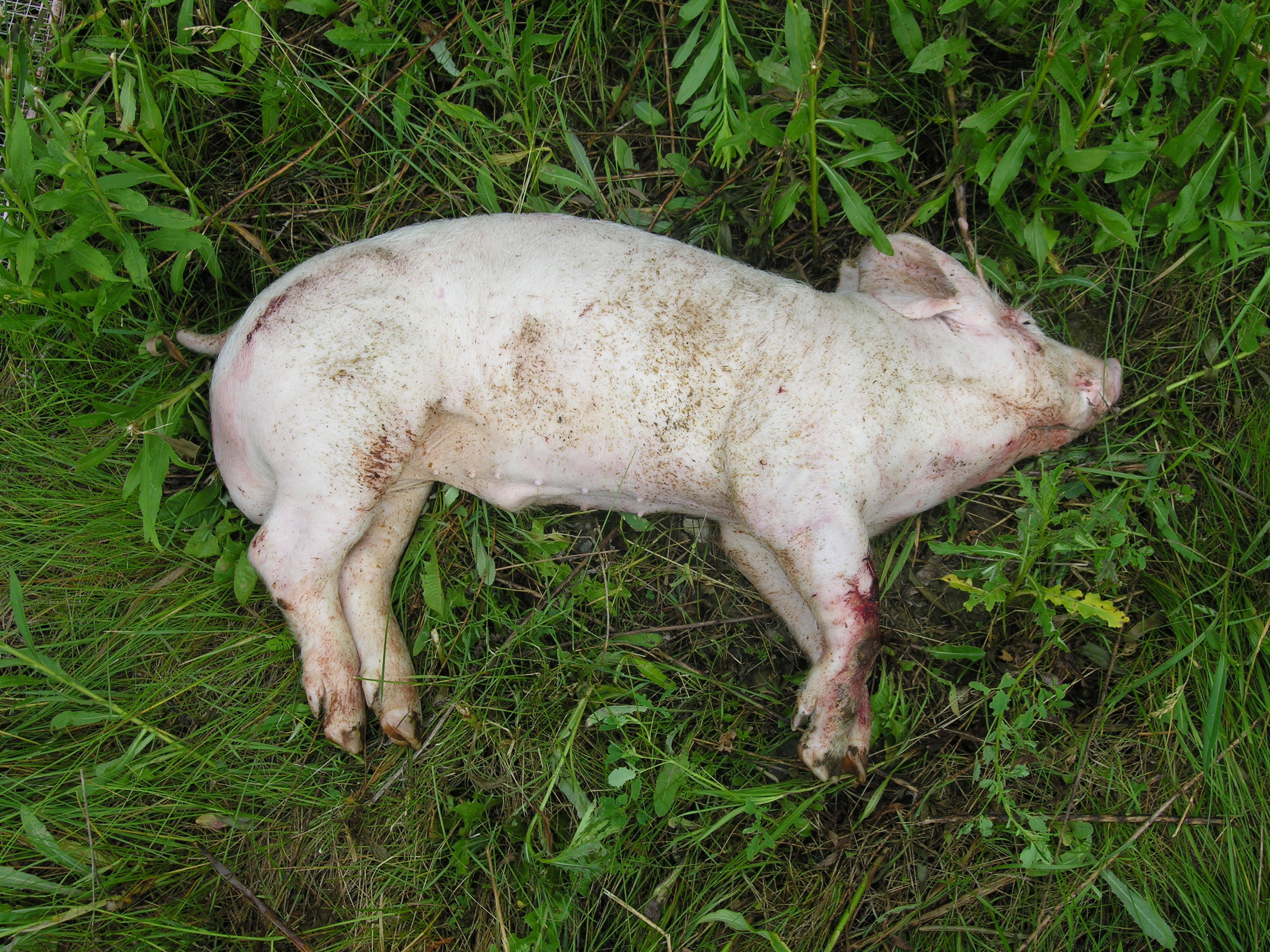
2010年6月3日（第1天）
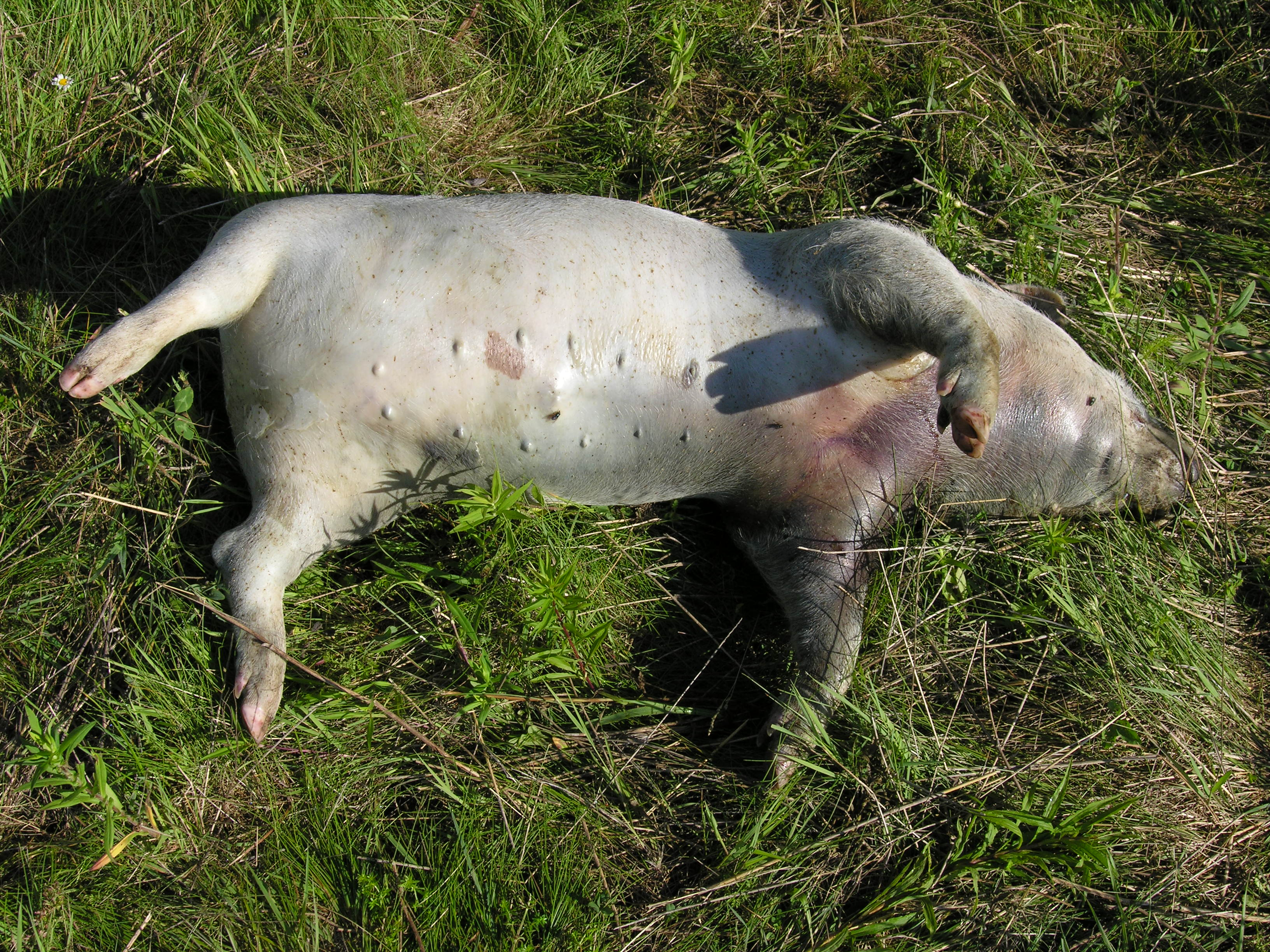
2010年6月7日（第5天）
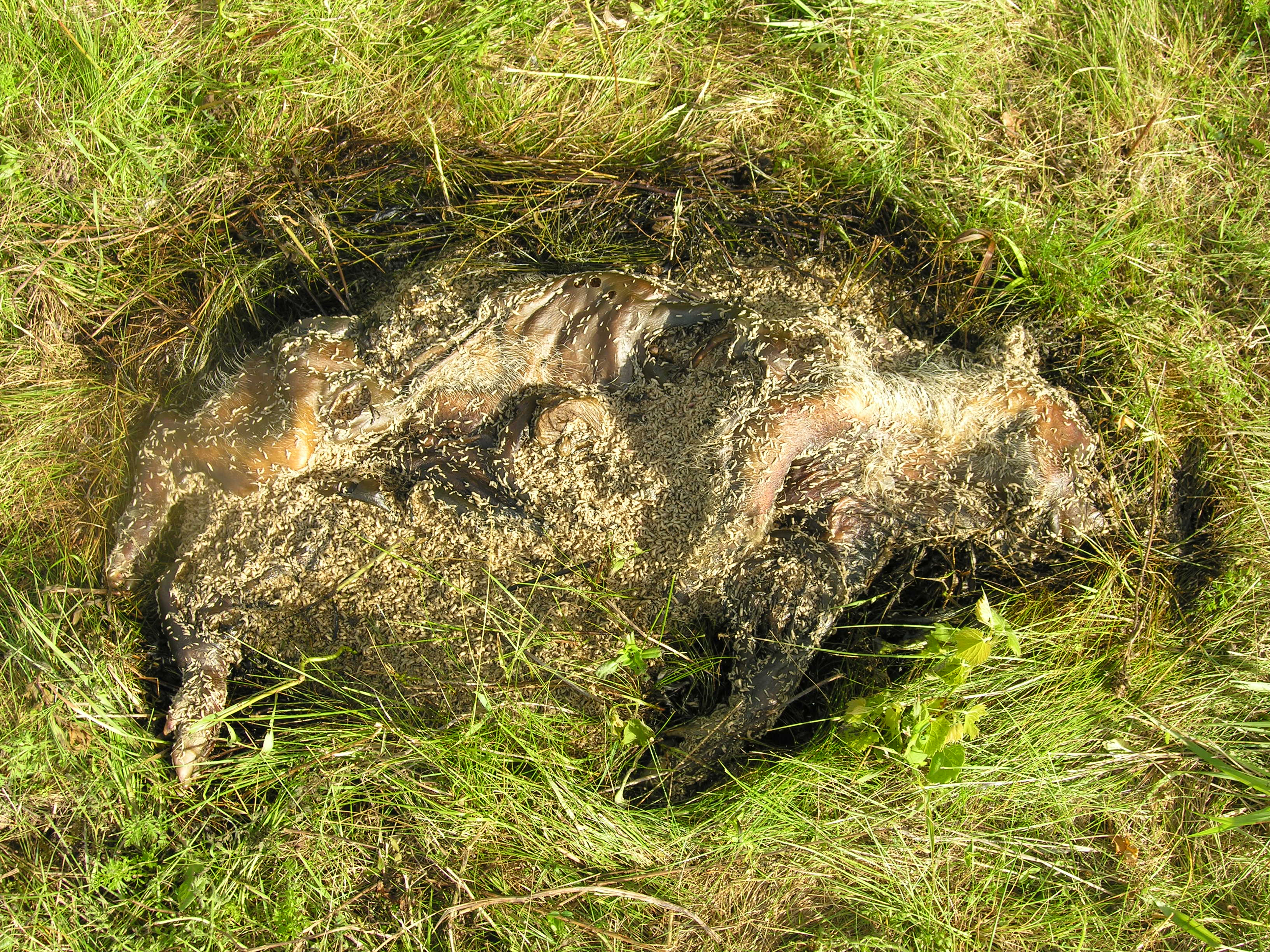
2010年6月11日（第9天）
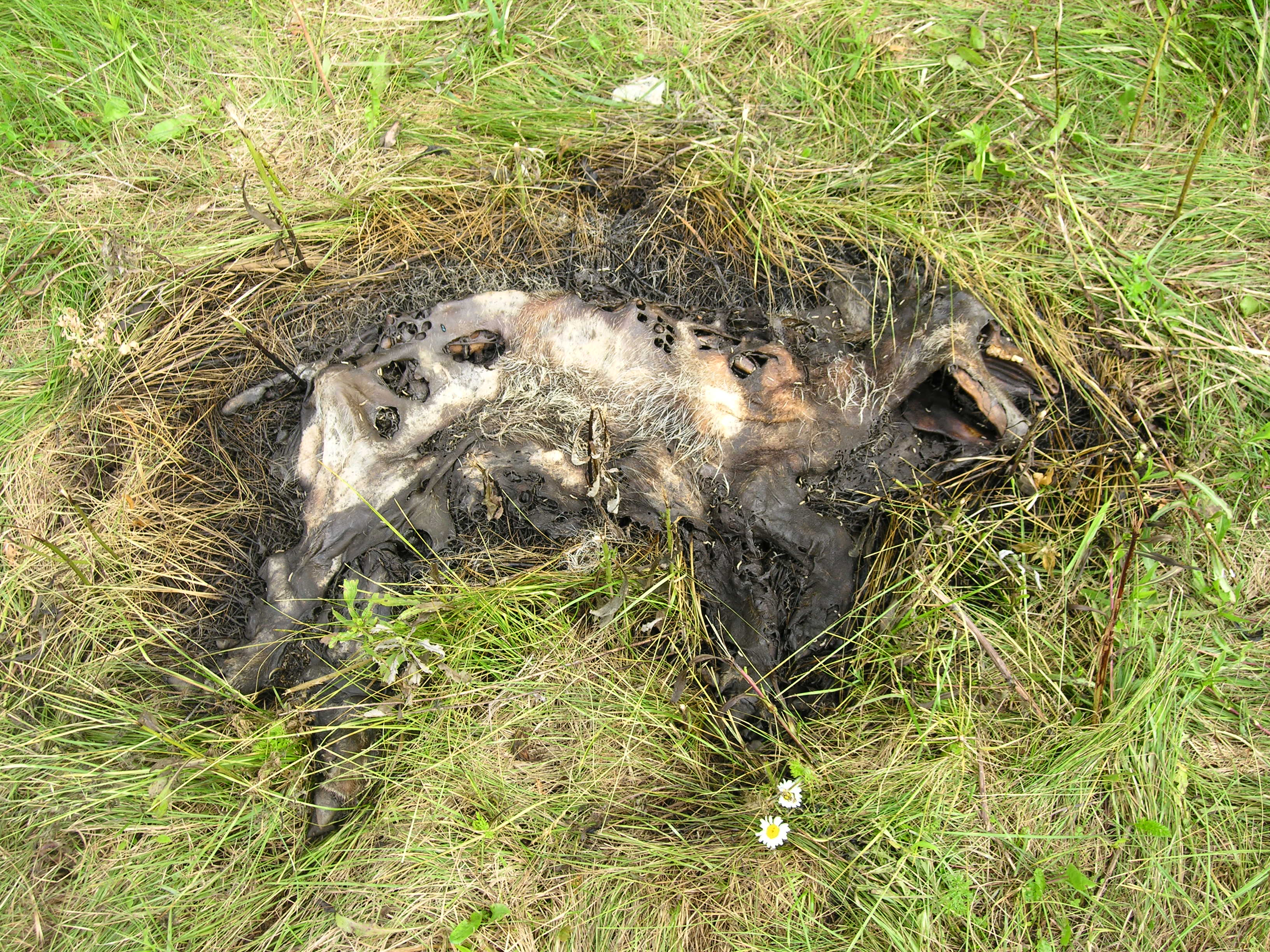
2010年6月14日（第12天）
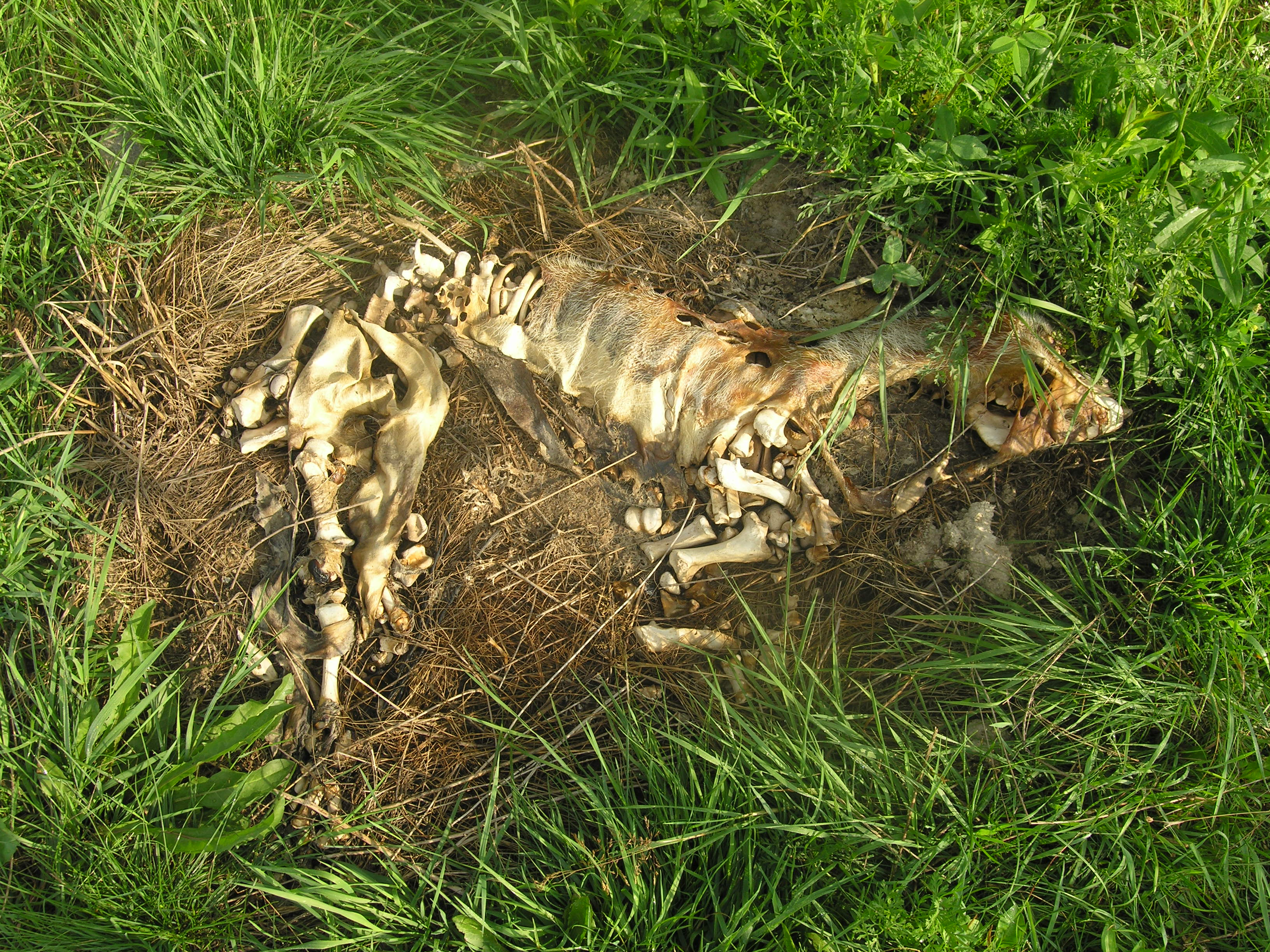
2010年6月21日（第19天）